# Seven Chances
Seven Chances és una pel·lícula muda dirigida i protagonitzada per Buster Keaton. La pel·lícula va ser imposada pel productor Joseph Schenck i Keaton mai es va sentir còmode amb ella fins al punt de negar-se a veure-la mai més. Es va estrenar el 16 de març del 1925.

## Argument
Jimmy Shannon és un dels socis de la firma de corredoria Meekin & Shannon, que està a punt de fer fallida. Un advocat es presenta i informa Jimmy dels termes del testament del seu avi. Si a les 19:00 del dia que faci 27 anys està casat heretarà set milions de dòlars si està casat cap a les 19:00 hores. Malauradament el seu 27è aniversari és aquell mateix dia. Shannon busca immediatament la seva estimada, Mary Jones, que inicialment accepta encantada la seva proposta, no obstant, quan li explica de manera despreocupada que es vol casar pels diners canvia d'idea i el deixa.
Torna al club de camp per notificar als seus socis i a l'advocat el seu fracàs. Tot i que Jimmy està enamorat de Mary, Meekin el convenç perquè intenti proposar el matrimoni a altres noies que conegui ja que possiblement és la darrera oportunitat per evitar la ruïna i possiblement de la presó. Jimmy observa el menjador del club i veu que hi coneix set noies. Té set oportunitats però no aconsegueix convèncer-ne cap. Desesperat, Jimmy demana la mà a qualsevol dona amb la qual es troba. Finalment troba una noia que està d'acord, però resulta que és menor d'edat quan la seva mare la veu i se l'emporta. Mentrestant, la mare de Mary la convenç que es replantegi la ruptura i li acaba escrivint una nota on li diu que està disposada a casar-se amb ell i li envia per recader.
Sense saber-ho, Meekin posa un anunci a un diari explicant la situació i demanant que les possibles núvies vagin a l'Església de Broad Street a les 17 hores. Una multitud de dones vestides de núvies es presenten allà i quan veuen a Jimmy (que s'havia adormit en un banc), comencen a barallar-se per ell. Aleshores apareix el capellà i anuncia que creu que tot és una broma pesada. Enfurismades, les noies persegueixen Jimmy pels carrers que quan aconsegueix amagar-se obté la nota de Mary. Va a casa de Mary i pel camí és perseguit de nou per les núvies. Durant la persecució provoca accidentalment una allau de pedres que allunya la multitud.
Quan arriba a casa de Mary, Meekin li mostra el rellotge: és massa tard. Mary encara vol casar-se amb ell, diners o no, però ell es nega a que comparteixi la seva ruïna imminent. Quan surt però, veu al rellotge de l'església que Meekin tenia el rellotge avançat tenen el temps just per casar-se.

## Repartiment
- Buster Keaton (Jimmy Shannon)
- T. Roy Barnes (Billy Meekin, el soci)
- Snitz Edwards (l'advocat)
- Ruth Dwyer (Mary Jones, la seva estimada)
- Frances Raymond (la mare)
- Erwin Connelly (el capellà
- Jules Cowles (recader)
- Jean Arthur (recepcionista, no surt als crèdits)
- Kate Price (núvia candidata)